# Liste der Kulturdenkmäler in Brücktal
In der Liste der Kulturdenkmäler in Brücktal sind alle Kulturdenkmäler der rheinland-pfälzischen Ortsgemeinde Brücktal aufgeführt. Grundlage ist die Denkmalliste des Landes Rheinland-Pfalz (Stand: 17. Juli 2023).

## Einzeldenkmäler
| Bezeichnung                                         | Lage                                           | Baujahr                    | Beschreibung                                    | Bild                           |
| --------------------------------------------------- | ---------------------------------------------- | -------------------------- | ----------------------------------------------- | ------------------------------ |
| Wegekreuz                                           | Hauptstraße, Abzweigung Kirsbacher Straße Lage | Mitte des 18. Jahrhunderts | Schaftkreuz, Basalt, Mitte des 18. Jahrhunderts | BW                             |
| Katholische Filialkirche St. Blasius und Wendelinus | Kapellenweg Lage                               | 1733                       | zweiachsiger Saalbau, bezeichnet 1733           | weitere Bilder Fotos hochladen |
| Wegekreuz                                           | Kapellenweg, an der Kirche Lage                | 1733                       | Schaftkreuz, Basalt, bezeichnet 1733            | Fotos hochladen                |
| Wegekreuz                                           | westlich des Ortes an der L 94 Lage            | 1728                       | Balkenkreuz, Basalt, bezeichnet 1728            | Fotos hochladen                |